# Freguesias e organização administrativa de Guimarães

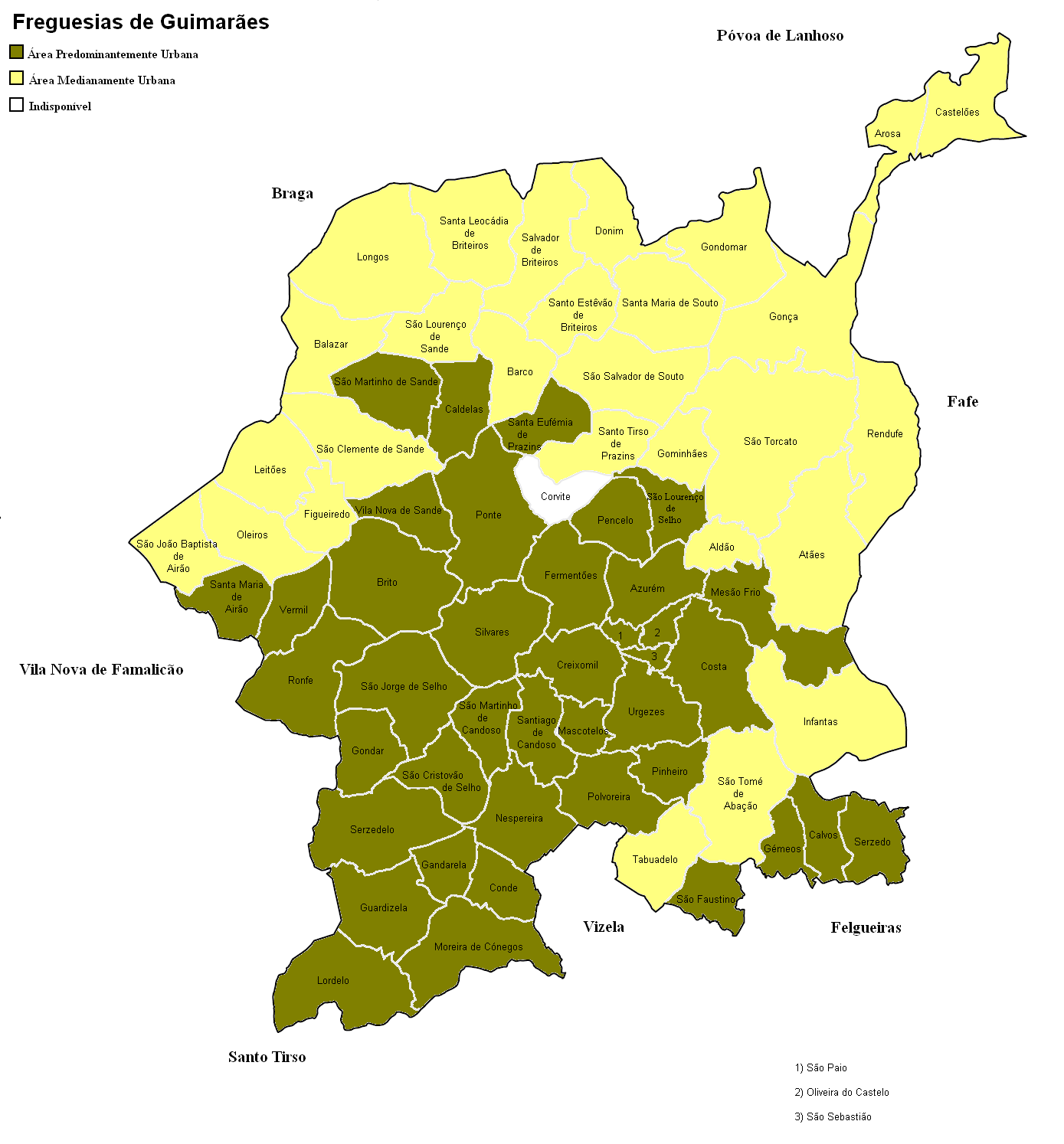
Mapa das 69 freguesias de Guimarães

Guimarães é a maior cidade e concelho da sub-região do Vale do Ave que por si só alberga uma população de 418 455 habitantes (2021), sendo ainda a sede da Associação de Municípios do Vale do Ave. Pertence ainda ao Distrito de Braga. O município de Guimarães que tem uma área total de 240,95 km2 e conta com 156 830 habitantes em 2021 para uma densidade populacional de 650,9 hab./km2, subdividido em 48 freguesias.
Antes da reorganização administrativa do território em 2013, o município de Guimarães estava administrativamente dividido em 69 freguesias, sendo 28 freguesias classificadas como Áreas Mediamente Urbanas (AMU), tendo 1 o estatuto de vila, e as restantes 41 freguesias categorizadas como Áreas Predominantemente Urbanas (APU), sendo que dessas freguesias 8 tinham o estatuto de vila e 20 eram total ou parcialmente inseridas na cidade.
Todavia, com o objetivo de reduzir despesas por parte do Governo, em 2012, foi aprovada a redução de 21 autarquias locais ao passo que se formaram 17 uniões de freguesias.
Assim, a partir de 2013 o concelho é compreendido por 48 freguesias, sendo 1 freguesia classificada como Área Predominantemente Rural (APR), 11 freguesias classificadas como Áreas Mediamente Urbanas (AMU), tendo 1 o estatuto de vila, e as restantes 36 freguesias categorizadas como Áreas Predominantemente Urbanas (APU), sendo que dessas freguesias 8 têm o estatuto de vila e 16 são total ou parcialmente inseridas na cidade.

## Antiga e Nova Organização das Freguesias
| Freguesias do Município de Guimarães | Freguesias do Município de Guimarães                                      | População Residente | População Residente | Área   | Densidade | Categoria                       |
| Freguesias do Município de Guimarães | Freguesias do Município de Guimarães                                      | 2011                | 2021                | km2    | hab./km2  | Categoria                       |
| ------------------------------------ | ------------------------------------------------------------------------- | ------------------- | ------------------- | ------ | --------- | ------------------------------- |
| Aldão                                | Aldão                                                                     | 1 293               | 1 278               | 1,55   | 824,5     | Cidade (APU)                    |
| Azurém                               | Azurém                                                                    | 8 348               | 9 089               | 2,90   | 3 134,1   | Cidade (APU)                    |
| Barco                                | Barco                                                                     | 1 510               | 1 439               | 3,02   | 476,5     | APU                             |
| Brito                                | Brito                                                                     | 4 939               | 4 774               | 5,90   | 809,2     | Vila (APU)                      |
| Caldelas                             | Caldelas                                                                  | 5 723               | 6 304               | 2,69   | 2 343,5   | Vila de Caldas das Taipas (APU) |
| Candoso (São Martinho)               | Candoso (São Martinho)                                                    | 1 340               | 1 234               | 2,21   | 558,4     | Cidade (APU)                    |
| Costa                                | Costa                                                                     | 5 155               | 5 396               | 4,71   | 1 145,6   | Cidade (APU)                    |
| Creixomil                            | Creixomil                                                                 | 9 641               | 9 708               | 3,01   | 3 225,2   | Cidade (APU)                    |
| Fermentões                           | Fermentões                                                                | 5 707               | 5 739               | 3,76   | 1 526,3   | Cidade (APU)                    |
| Gonça                                | Gonça                                                                     | 1 051               | 954                 | 7,03   | 135,7     | AMU                             |
| Gondar                               | Gondar                                                                    | 2 837               | 2 581               | 2,51   | 1 028,3   | Cidade (APU)                    |
| Guardizela                           | Guardizela                                                                | 2 474               | 2 447               | 3,98   | 614,8     | APU                             |
| Infantas                             | Infantas                                                                  | 1 764               | 1 740               | 6,49   | 268,1     | AMU                             |
| Longos                               | Longos                                                                    | 1 372               | 1 339               | 7,24   | 184,9     | AMU                             |
| Lordelo                              | Lordelo                                                                   | 4 287               | 3 979               | 4,97   | 800,6     | Vila (APU)                      |
| Mesão Frio                           | Mesão Frio                                                                | 4 173               | 4 159               | 4,13   | 1 007     | Cidade (APU)                    |
| Moreira de Cónegos                   | Moreira de Cónegos                                                        | 4 853               | 4 651               | 4,72   | 985,4     | Vila (APU)                      |
| Nespereira                           | Nespereira                                                                | 2 578               | 2 594               | 3,69   | 703       | APU                             |
| Pencelo                              | Pencelo                                                                   | 1 258               | 1 220               | 2,40   | 508,3     | APU                             |
| Pinheiro                             | Pinheiro                                                                  | 1 234               | 1 135               | 1,93   | 588,1     | Cidade (APU)                    |
| Polvoreira                           | Polvoreira                                                                | 3 495               | 3 545               | 3,29   | 1 077,5   | Cidade (APU)                    |
| Ponte                                | Ponte                                                                     | 6 610               | 6 687               | 6,01   | 1 112,6   | Vila (APU)                      |
| Prazins (Santa Eufémia)              | Prazins (Santa Eufémia)                                                   | 1 221               | 1 267               | 2,23   | 568,2     | APU                             |
| Ronfe                                | Ronfe                                                                     | 4 462               | 4 496               | 5,02   | 895,6     | Vila (APU)                      |
| Sande (São Martinho)                 | Sande (São Martinho)                                                      | 2 533               | 2 239               | 3,30   | 678,5     | APU                             |
| São Torcato                          | São Torcato                                                               | 3 373               | 3 345               | 10,39  | 321,9     | Vila (AMU)                      |
| Selho (São Cristóvão)                | Selho (São Cristóvão)                                                     | 2 357               | 2 138               | 2,66   | 803,8     | Cidade (APU)                    |
| Selho (São Jorge)                    | Selho (São Jorge)                                                         | 5 729               | 5 923               | 5,79   | 1 023     | Vila de Pevidém Cidade (APU)    |
| Serzedelo                            | Serzedelo                                                                 | 3 630               | 3 418               | 5,14   | 665       | Vila (APU)                      |
| Silvares                             | Silvares                                                                  | 2 282               | 2 250               | 4,49   | 501,1     | Cidade (APU)                    |
| Abação (AMU)                         | União das Freguesias de Abação e Gémeos                                   | 2 694               | 2 682               | 6,73   | 398,5     | APU                             |
| Gémeos (APU)                         | União das Freguesias de Abação e Gémeos                                   | 2 694               | 2 682               | 6,73   | 398,5     | APU                             |
| Airão (Santa Maria) (APU)            | União das Freguesias de Airão Santa Maria, Airão São João e Vermil        | 3 657               | 3 213               | 7,48   | 429,5     | APU                             |
| Airão (São João) (AMU)               | União das Freguesias de Airão Santa Maria, Airão São João e Vermil        | 3 657               | 3 213               | 7,48   | 429,5     | APU                             |
| Vermil (APU)                         | União das Freguesias de Airão Santa Maria, Airão São João e Vermil        | 3 657               | 3 213               | 7,48   | 429,5     | APU                             |
| Arosa (AMU)                          | União das Freguesias de Arosa e Castelões                                 | 809                 | 699                 | 5,52   | 126,6     | APR                             |
| Castelões (APR)                      | União das Freguesias de Arosa e Castelões                                 | 809                 | 699                 | 5,52   | 126,6     | APR                             |
| Atães (AMU)                          | União das Freguesias de Atães e Rendufe                                   | 2 630               | 2 579               | 12,09  | 213,3     | AMU                             |
| Rendufe (AMU)                        | União das Freguesias de Atães e Rendufe                                   | 2 630               | 2 579               | 12,09  | 213,3     | AMU                             |
| Briteiros (Santo Estêvão) (AMU)      | União das Freguesias de Briteiros Santo Estêvão e Donim                   | 2 125               | 2 024               | 5,94   | 340,7     | AMU                             |
| Donim (AMU)                          | União das Freguesias de Briteiros Santo Estêvão e Donim                   | 2 125               | 2 024               | 5,94   | 340,7     | AMU                             |
| Briteiros (Santa Leocádia) (AMU)     | União das Freguesias de Briteiros São Salvador e Briteiros Santa Leocádia | 1 799               | 1 687               | 9,39   | 179,7     | AMU                             |
| Briteiros (São Salvador) (AMU)       | União das Freguesias de Briteiros São Salvador e Briteiros Santa Leocádia | 1 799               | 1 687               | 9,39   | 179,7     | AMU                             |
| Candoso (Santiago) (APU)             | União das Freguesias de Candoso São Tiago e Mascotelos                    | 3 794               | 3 808               | 3,86   | 986,5     | Cidade (APU)                    |
| Mascotelos (APU)                     | União das Freguesias de Candoso São Tiago e Mascotelos                    | 3 794               | 3 808               | 3,86   | 986,5     | Cidade (APU)                    |
| Conde (APU)                          | União das Freguesias de Conde e Gandarela                                 | 2 452               | 2 464               | 3,64   | 676,9     | APU                             |
| Gandarela (APU)                      | União das Freguesias de Conde e Gandarela                                 | 2 452               | 2 464               | 3,64   | 676,9     | APU                             |
| Figueiredo (AMU)                     | União das Freguesias de Leitões, Oleiros e Figueiredo                     | 1 466               | 1 437               | 8,98   | 160       | AMU                             |
| Leitões (AMU)                        | União das Freguesias de Leitões, Oleiros e Figueiredo                     | 1 466               | 1 437               | 8,98   | 160       | AMU                             |
| Oleiros (AMU)                        | União das Freguesias de Leitões, Oleiros e Figueiredo                     | 1 466               | 1 437               | 8,98   | 160       | AMU                             |
| Oliveira do Castelo (APU)            | União das Freguesias de Oliveira, São Paio e São Sebastião                | 8 137               | 7 830               | 1,55   | 5 051,6   | Cidade (APU)                    |
| São Paio (APU)                       | União das Freguesias de Oliveira, São Paio e São Sebastião                | 8 137               | 7 830               | 1,55   | 5 051,6   | Cidade (APU)                    |
| São Sebastião (APU)                  | União das Freguesias de Oliveira, São Paio e São Sebastião                | 8 137               | 7 830               | 1,55   | 5 051,6   | Cidade (APU)                    |
| Corvite (AMU)                        | União das Freguesias de Prazins Santo Tirso e Corvite                     | 1 876               | 1 939               | 4,59   | 422,4     | AMU                             |
| Prazins (Santo Tirso) (AMU)          | União das Freguesias de Prazins Santo Tirso e Corvite                     | 1 876               | 1 939               | 4,59   | 422,4     | AMU                             |
| Balazar (AMU)                        | União das Freguesias de Sande São Lourenço e Balazar                      | 1 537               | 1 584               | 6,46   | 245,2     | AMU                             |
| Sande (São Lourenço) (AMU)           | União das Freguesias de Sande São Lourenço e Balazar                      | 1 537               | 1 584               | 6,46   | 245,2     | AMU                             |
| Sande (São Clemente) (AMU)           | União das Freguesias de Sande Vila Nova e Sande São Clemente              | 3 434               | 3 307               | 7,25   | 456,1     | APU                             |
| Sande (Vila Nova) (APU)              | União das Freguesias de Sande Vila Nova e Sande São Clemente              | 3 434               | 3 307               | 7,25   | 456,1     | APU                             |
| Gominhães (AMU)                      | União das Freguesias de Selho São Lourenço e Gominhães                    | 2 293               | 2 271               | 4,15   | 547,2     | APU                             |
| Selho (São Lourenço) (APU)           | União das Freguesias de Selho São Lourenço e Gominhães                    | 2 293               | 2 271               | 4,15   | 547,2     | APU                             |
| Calvos (APU)                         | União das Freguesias de Serzedo e Calvos                                  | 2 284               | 2 263               | 4,50   | 502,9     | APU                             |
| Serzedo (APU)                        | União das Freguesias de Serzedo e Calvos                                  | 2 284               | 2 263               | 4,50   | 502,9     | APU                             |
| Gondomar (AMU)                       | União das Freguesias de Souto Santa Maria, Souto São Salvador e Gondomar  | 2 096               | 2 043               | 13,87  | 147,3     | AMU                             |
| Souto (Santa Maria) (AMU)            | União das Freguesias de Souto Santa Maria, Souto São Salvador e Gondomar  | 2 096               | 2 043               | 13,87  | 147,3     | AMU                             |
| Souto (São Salvador) (AMU)           | União das Freguesias de Souto Santa Maria, Souto São Salvador e Gondomar  | 2 096               | 2 043               | 13,87  | 147,3     | AMU                             |
| São Faustino (AMU)                   | União das Freguesias de Tabuadelo e São Faustino                          | 2 553               | 2 415               | 5,05   | 478,2     | APU                             |
| Tabuadelo (AMU)                      | União das Freguesias de Tabuadelo e São Faustino                          | 2 553               | 2 415               | 5,05   | 478,2     | APU                             |
| Urgezes                              | Urgezes                                                                   | 5 259               | 5 517               | 3,31   | 1 666,8   | Cidade (APU)                    |
| Guimarães                            | Guimarães                                                                 | 158 124             | 156 830             | 240,95 | 650,9     | Município                       |

## Organização Administrativa

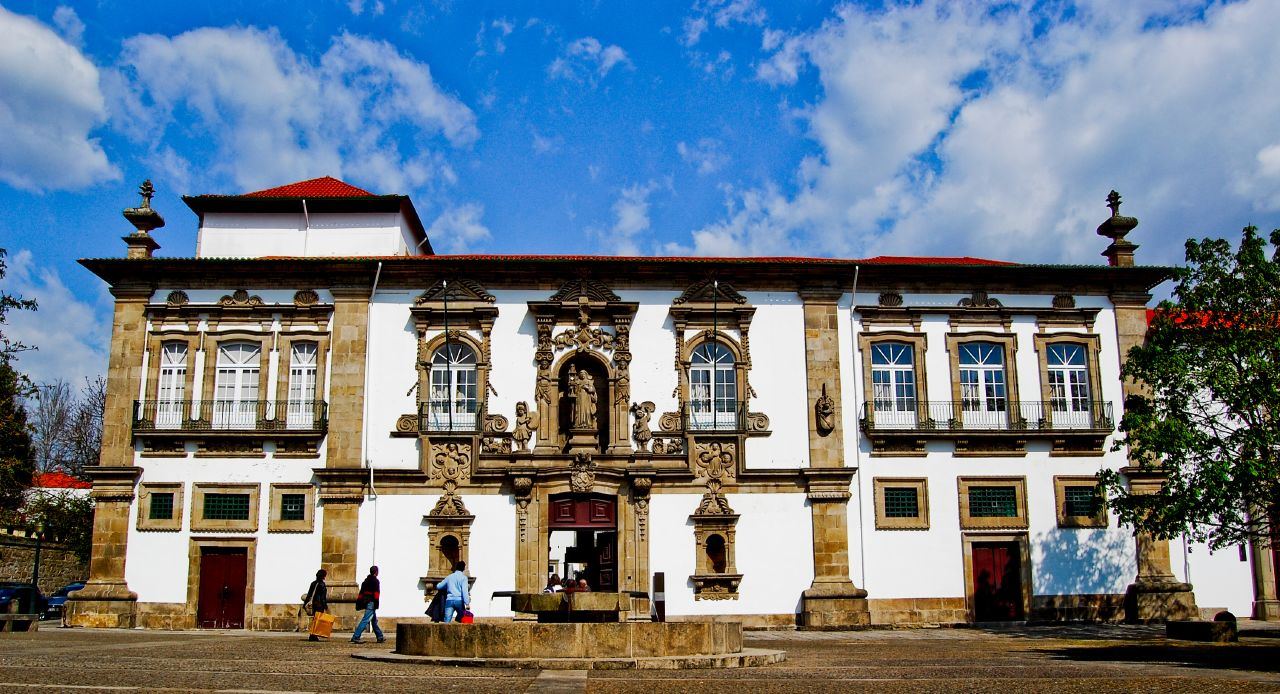
Paços do Concelho de Guimarães

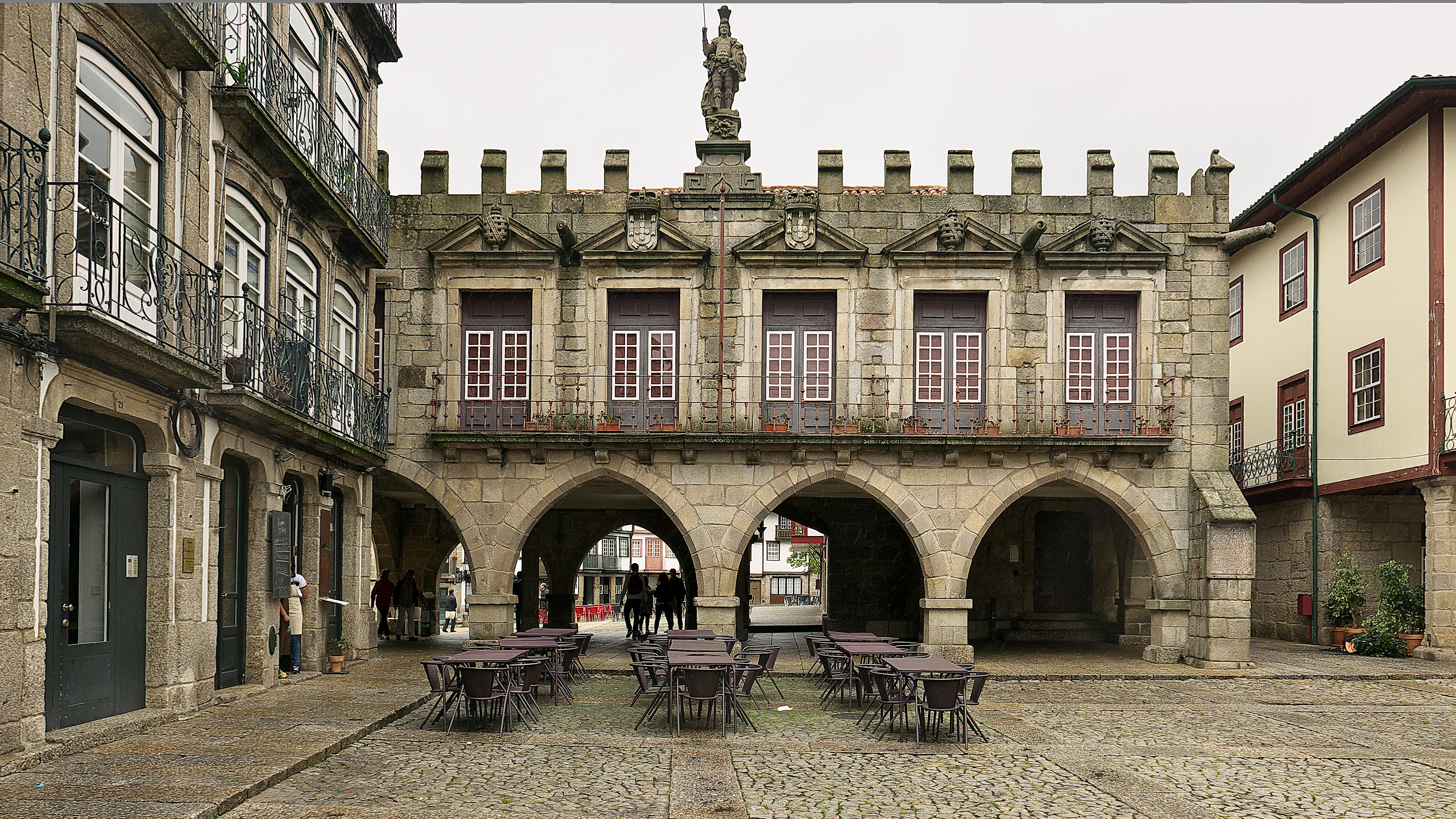
Antigos Paços do Concelho, Guimarães

### Eleições autárquicas de 2013

#### Câmara Municipal
A Câmara Municipal é presidida por Domingos Bragança desde 2013.
| Candidato            | Lista                                     | Votos | % e Mandatos (11) |
| Domingos Bragança    | PS                                        | 41683 | 47,6 % 6          |
| André Coelho Lima    | Juntos por Guimarães (PPD/PSD.CDS-PP.MPT) | 31174 | 35,6 % 4          |
| Torcato Ribeiro      | PCP-PEV                                   | 7285  | 8,3 % 1           |
| José Carlos Fonseca  | BE                                        | 1788  | 2,0 % 0           |
| Luís Botelho Ribeiro | Espírito de Guimarães (PPM-PPV)           | 856   | 0,98 % 0          |
| João Pinto           | PCTP/MRPP                                 | 496   | 0,57 % 0          |
|                      |                                           |       |                   |

Votos brancos: 2976 (3,4%)

Votos nulos: 1290 (1,47%)

Abstenção: 57084 (39,47%)

#### Geminações
Guimarães tem os seguintes acordos de geminação:  
| País                | Nome da localidade         | Data da geminação                            |
| ------------------- | -------------------------- | -------------------------------------------- |
| Brasil              | Londrina                   | Abril de 1987                                |
| São Tomé e Príncipe | Mé-Zóchi                   | 30 de Junho de 1989                          |
| França              | Brive-la-Gaillarde         | 3 de Junho de 1993                           |
| Espanha             | Igualada                   | 24 de Junho 1995                             |
| Espanha             | Tacoronte                  | 26 de Outubro de 1997                        |
| Brasil              | Rio de Janeiro             | 27 de Maio de 1999                           |
| Alemanha            | Kaiserslautern             | 15 de Setembro de 2000                       |
| Uruguai             | Colônia do Sacramento      | 24 de Junho de 2001                          |
| França              | Compiègne                  | 24 de Junho de 2006                          |
| Cabo Verde          | Ribeira Grande de Santiago | 24 de Junho de 2007                          |
| França              | Montluçon                  | 24 de Junho de 2016                          |
| França              | Saint-Michel-sur-Orge      | 13 de Maio 2017 com Caldelas                 |
| França              | Dijon                      | 24 de Junho de 2017                          |
| Cazaquistão         | Turquestão                 | 13 de Janeiro de 2021 (Processo está parado) |

E os seguintes acordos/protocolos de cooperação:
| País               | Nome da localidade    | Data da cooperação |
| ------------------ | --------------------- | ------------------ |
| França             | Tourcoing             | desde 1997         |
| Macedónia do Norte | Kavadarci             | desde 2006         |
| Brasil             | Chapada dos Guimarães | desde 2021         |
| Espanha            | Valladolid            | desde 2024         |